# Johnsonufsa
Johnsonufsa ist der Name eines Nunataks in der Heimefrontfjella des ostantarktischen Königin-Maud-Lands, der sich im nordöstlichen Teil der Kottasberge in den Eismassen zwischen den Arntzenrustene und dem Lütkennupen befinden soll. Der Nunatak wurde auf einem Schrägluftbild, das während der Norwegisch-Britisch-Schwedischen Antarktisexpedition 1949–52 aufgenommen wurde, identifiziert. Während des ersten Besuches in den Kottasbergen durch britische Vermesser und Geologen in den 1960er Jahren, konnte an dieser Stelle kein Nunatak gefunden werden; auf einer Karte im geologischen Bericht von 1972 werden an der Stelle nur Gletscherspalten gezeigt. Auf der 1988 in Oslo erschienen amtlichen Karte wird der Name Johnsonufsa zwar wiedergegeben, jedoch ohne die braune Felssignatur für Nunataks und in einer dünneren Schrift. Auf der bislang detailliertesten Karte der Region im Maßstab 1:25.000, die 2004 erschien, ist in dem Eisbruch zwischen Lütkennupen und Arntzenrusten ebenfalls kein Nunatak verzeichnet, weshalb anzunehmen ist, dass die auf modernen Satellitenbildern erkennbaren dunklen Gletscherspalten wahrscheinlich 1969 als Felsbereich fehlinterpretiert wurden.
Wissenschaftler des Norwegischen Polarinstituts vergaben den Namen Johsonufsa 1969 nach den Brüdern Anton Gisle Johnson (1893–1967) und Gunnar Johnson (1895–1957), beide Ärzte und Anführer in der Widerstandsbewegung gegen die deutsche Besatzung Norwegens im Zweiten Weltkrieg.